# 주미국 멕시코 대사관

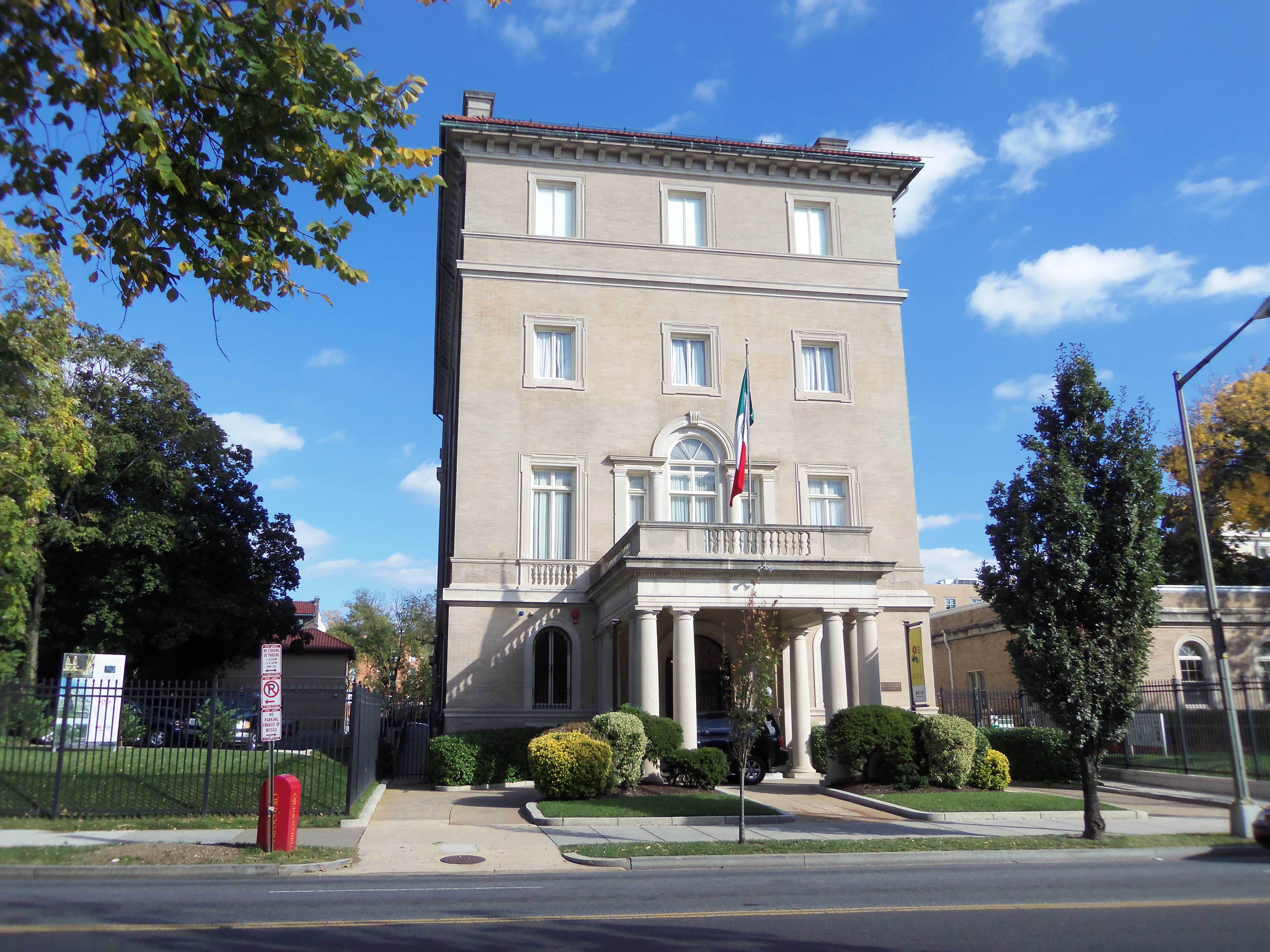
워싱턴 D.C. 16번가에 위치해 있는 멕시코 문화원

주미국 멕시코 대사관(영어: Embassy of Mexico, Washington, D.C., 스페인어: Embajada de Mexico en los Estados Unidos)은 멕시코 외무부가 미국의 수도인 워싱턴 D.C.에 설치한 대사관이다. 워싱턴 D.C.의 포기보텀 근방인 펜실베이니아 애비뉴 NW 1911번지에 해당 대사관이 위치해 있다. 현임 대사는 에스테반 목테수마이다.

## 대사관 구역
주미국 멕시코 대사관은 외교 공무원들이 관리하고 있는 정치, 행정, 경제, 공공 외교, 영사 업무를 포함하여 멕시코 정부를 대표하고 있는 업무를 다양하게 수행하고 있다.
- 대사관저
- 집무실
- 정무국
- 의회 관계국
- 의전실
- 언론미디어국
- 법무실
- 커뮤니케이션 공공외교실
- 경제실
- 히스패닉 이민자 사무소
- 국경 특별사무소
- 행정사무처
- 경영관리실
- 기록보관소
- IT사무소
- 멕시코 문화원

## 영사
주미국 멕시코 대사관에는 산하 총영사관 21개소와 산하 영사관 31개소 등 52개의 영사 시설들이 입주해 있다.

### 총영사관
- 조지아주 애틀랜타
- 텍사스주 오스틴
- 매사추세츠주 보스턴
- 일리노이주 시카고
- 텍사스주 댈러스
- 콜로라도주 덴버
- 텍사스주 엘패소
- 텍사스주 휴스턴
- 텍사스주 러레이도
- 캘리포니아주 로스앤젤레스
- 플로리다주 마이애미
- 뉴욕주 뉴욕
- 애리조나주 노갤러스
- 애리조나주 피닉스
- 노스캐롤라이나주 롤리
- 캘리포니아주 새크라멘토
- 텍사스주 샌안토니오
- 캘리포니아주 샌디에이고
- 캘리포니아주 샌프란시스코
- 캘리포니아주 새너제이
- 푸에르토리코 산후안

### 영사관
- 뉴멕시코주 앨버커키
- 아이다호주 보이시
- 텍사스주 브라운즈빌
- 캘리포니아주 칼렉시코
- 텍사스주 델리오
- 미시간주 디트로이트
- 애리조나주 더글러스
- 텍사스주 이글패스
- 캘리포니아주 프레즈노
- 인디애나주 인디애나폴리스
- 미주리주 캔자스시티
- 네바다주 라스베이거스
- 아칸소주 리틀록
- 텍사스주 멕알랜
- 위스콘신주 밀워키
- 뉴저지주 뉴브런즈윅
- 루이지애나주 뉴올리언스
- 오클라호마주 오클라호마시티
- 네브래스카주 오마하
- 플로리다주 올랜도
- 캘리포니아주 옥스나드
- 펜실베이니아주 필라델피아
- 오리건주 포틀랜드
- 텍사스주 프레시디오
- 미네소타주 세인트폴
- 유타주 솔트레이크시티
- 캘리포니아주 샌버너디노
- 캘리포니아주 샌타애나
- 워싱턴주 시애틀
- 애리조나주 투손
- 애리조나주 유마

### 갤러리

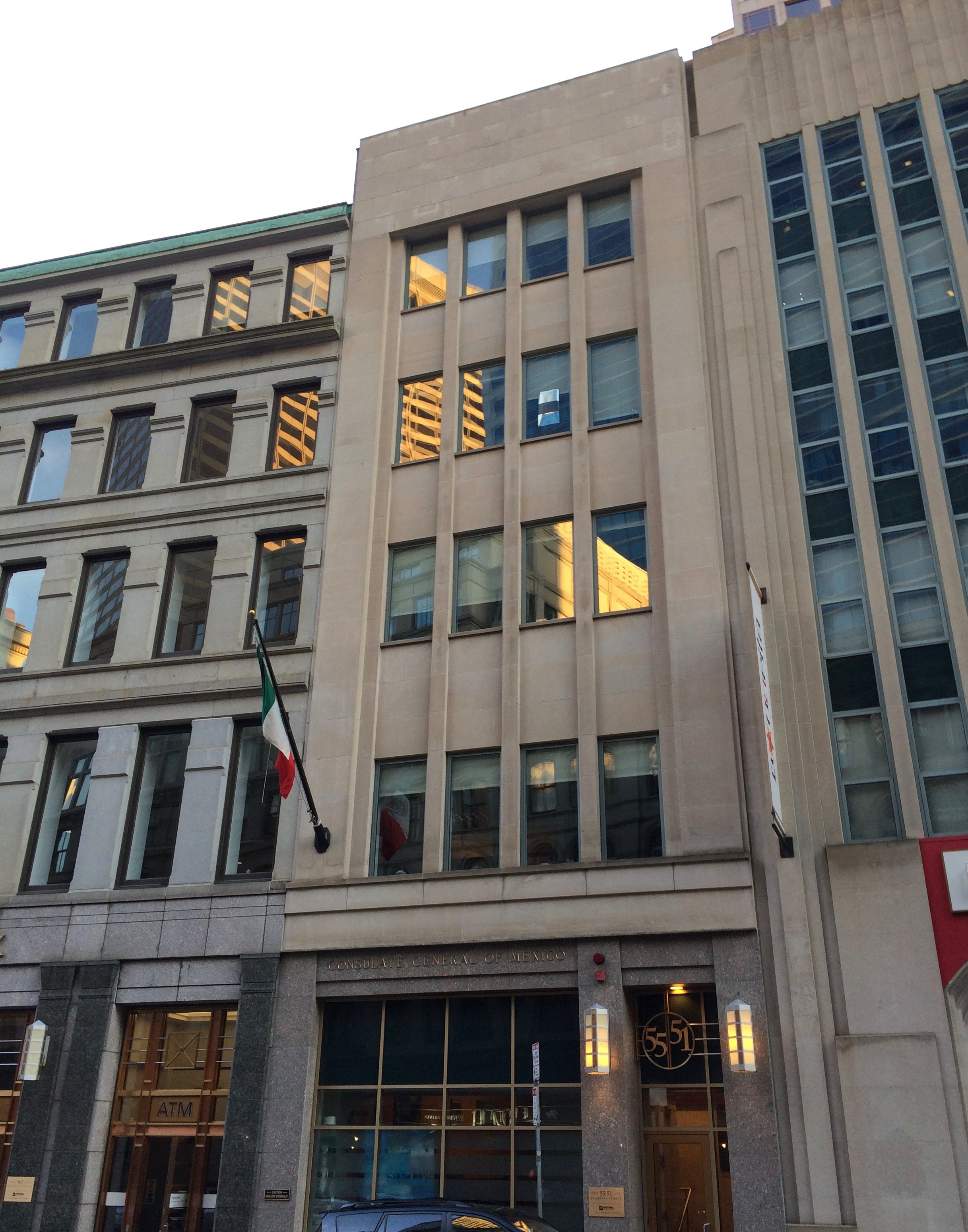
주보스턴 멕시코 총영사관
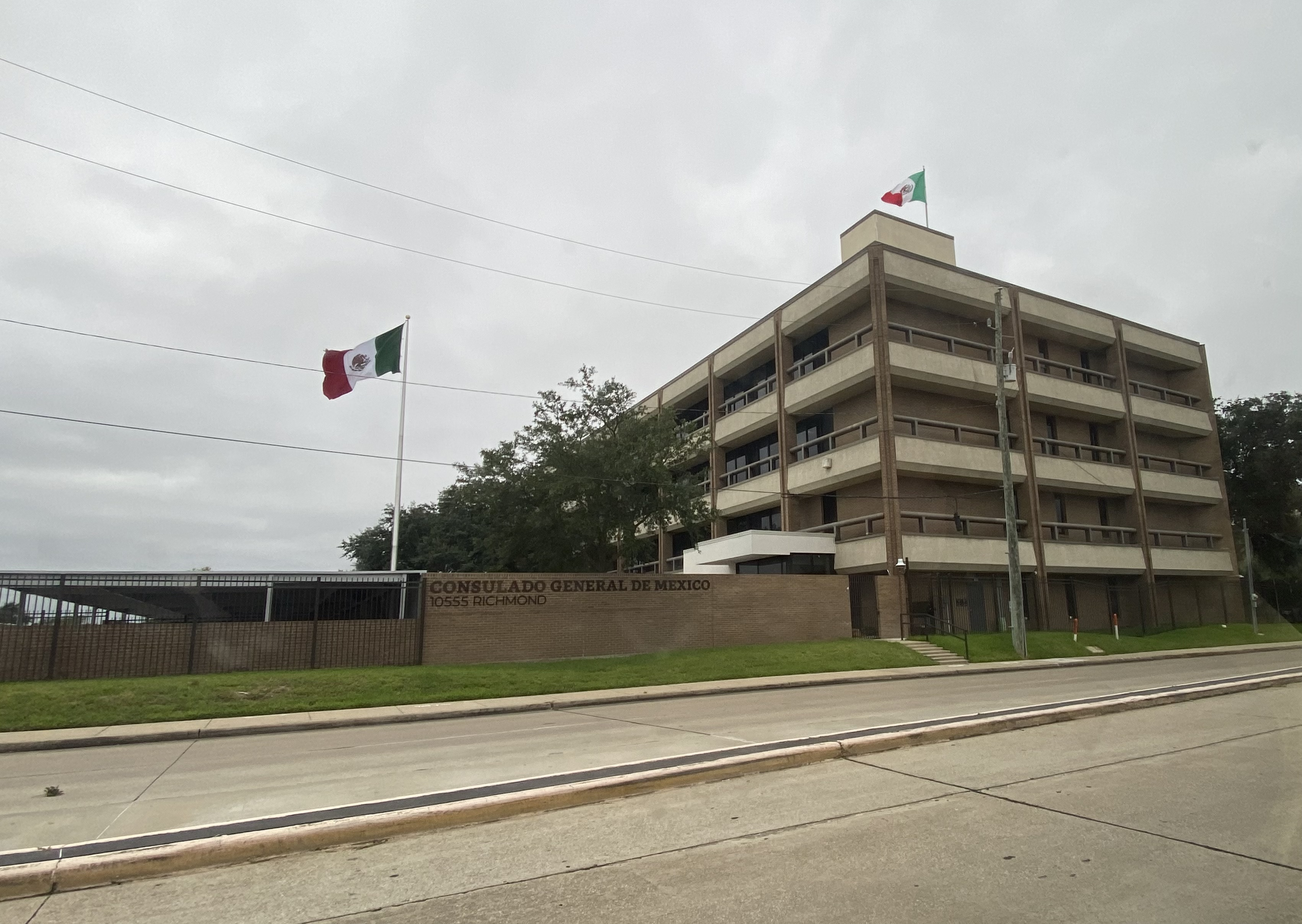
주휴스턴 멕시코 총영사관
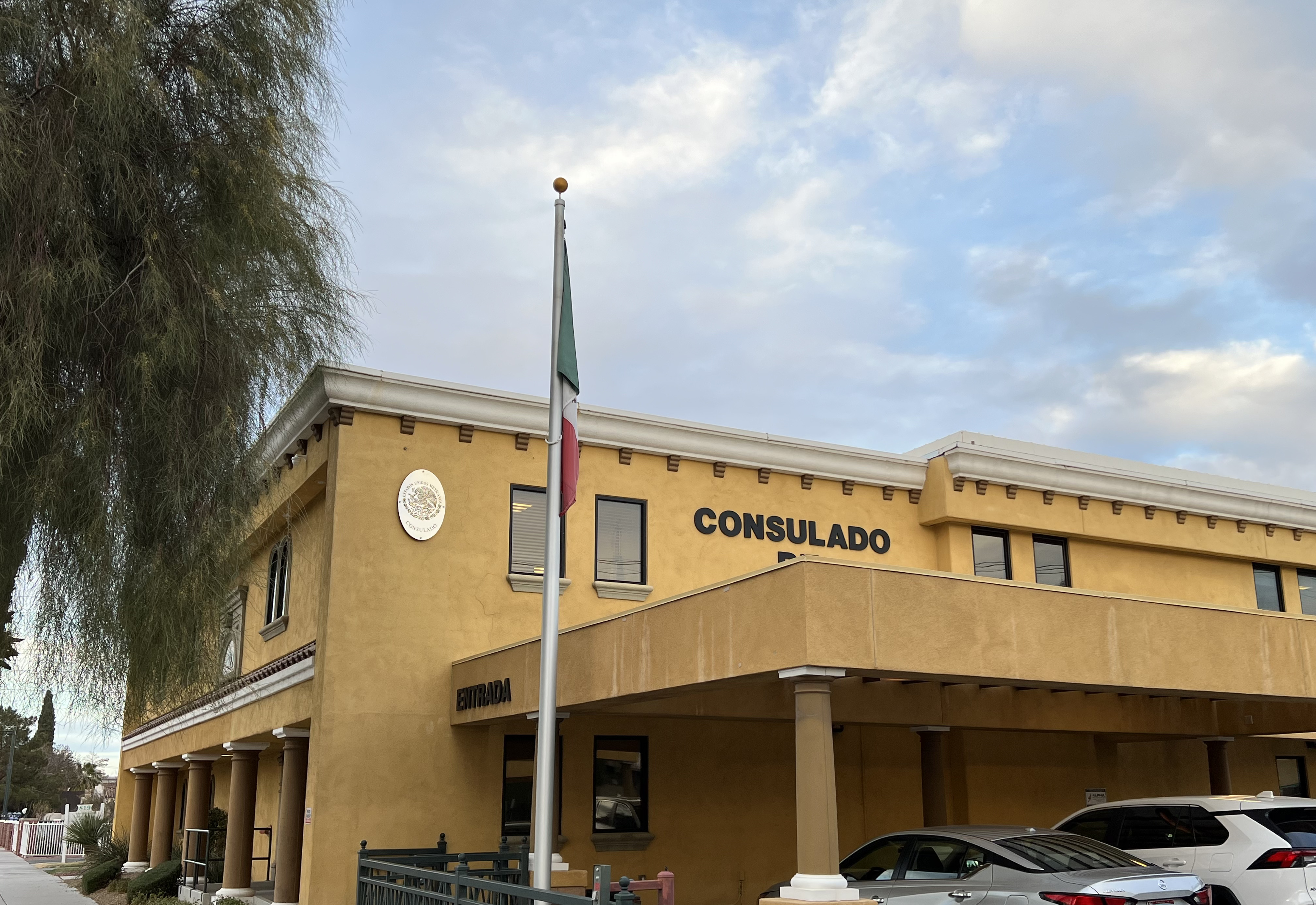
주라스베이거스 멕시코 영사관
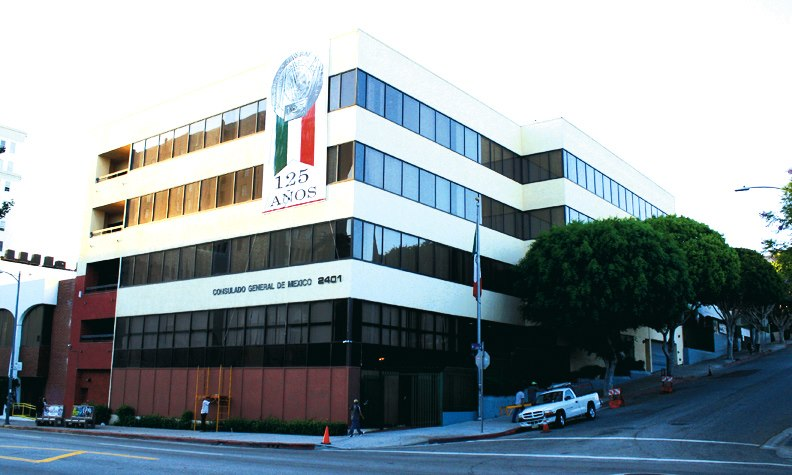
주로스앤젤레스 멕시코 총영사관
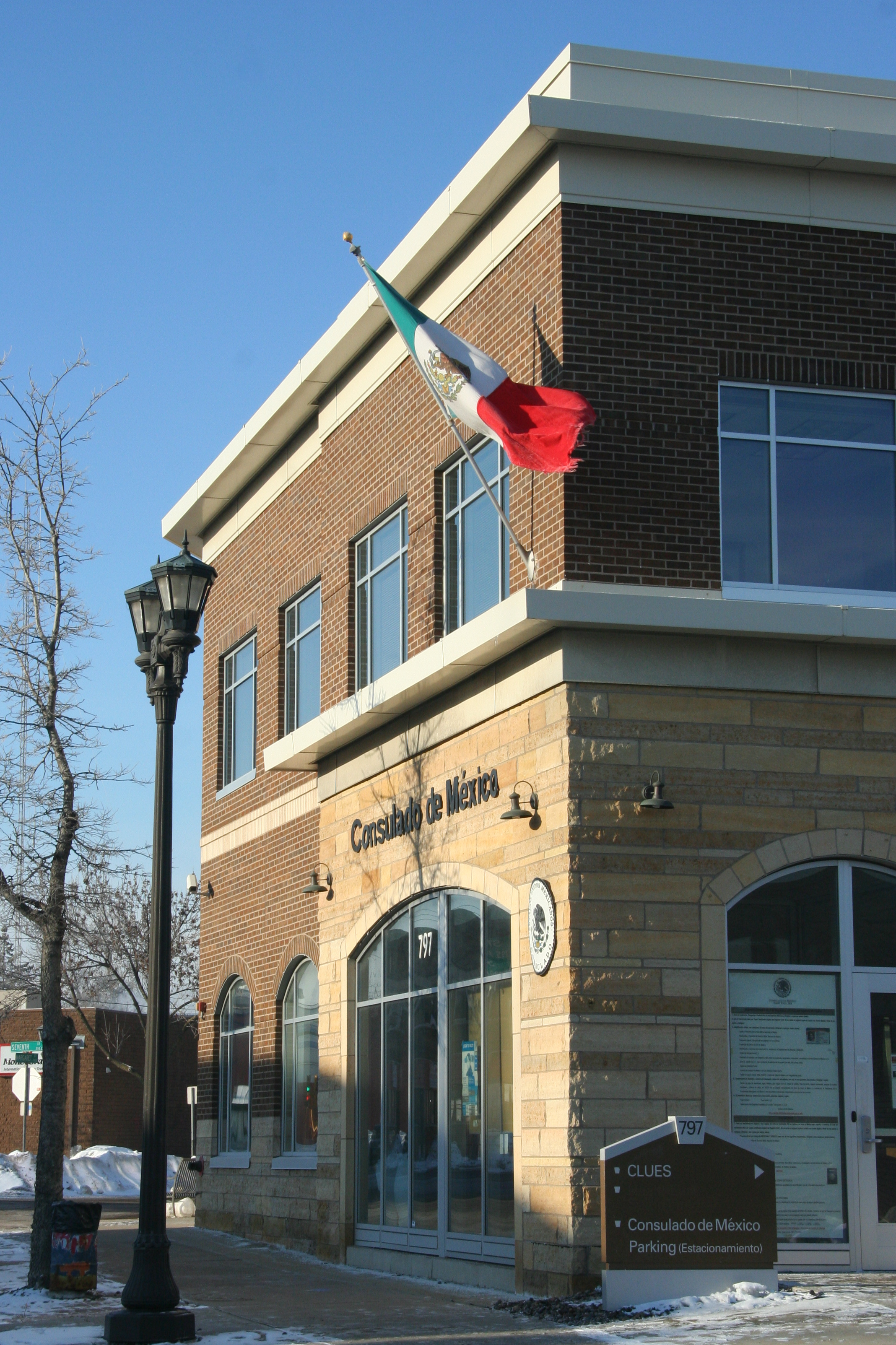
주세인트폴 멕시코 영사관
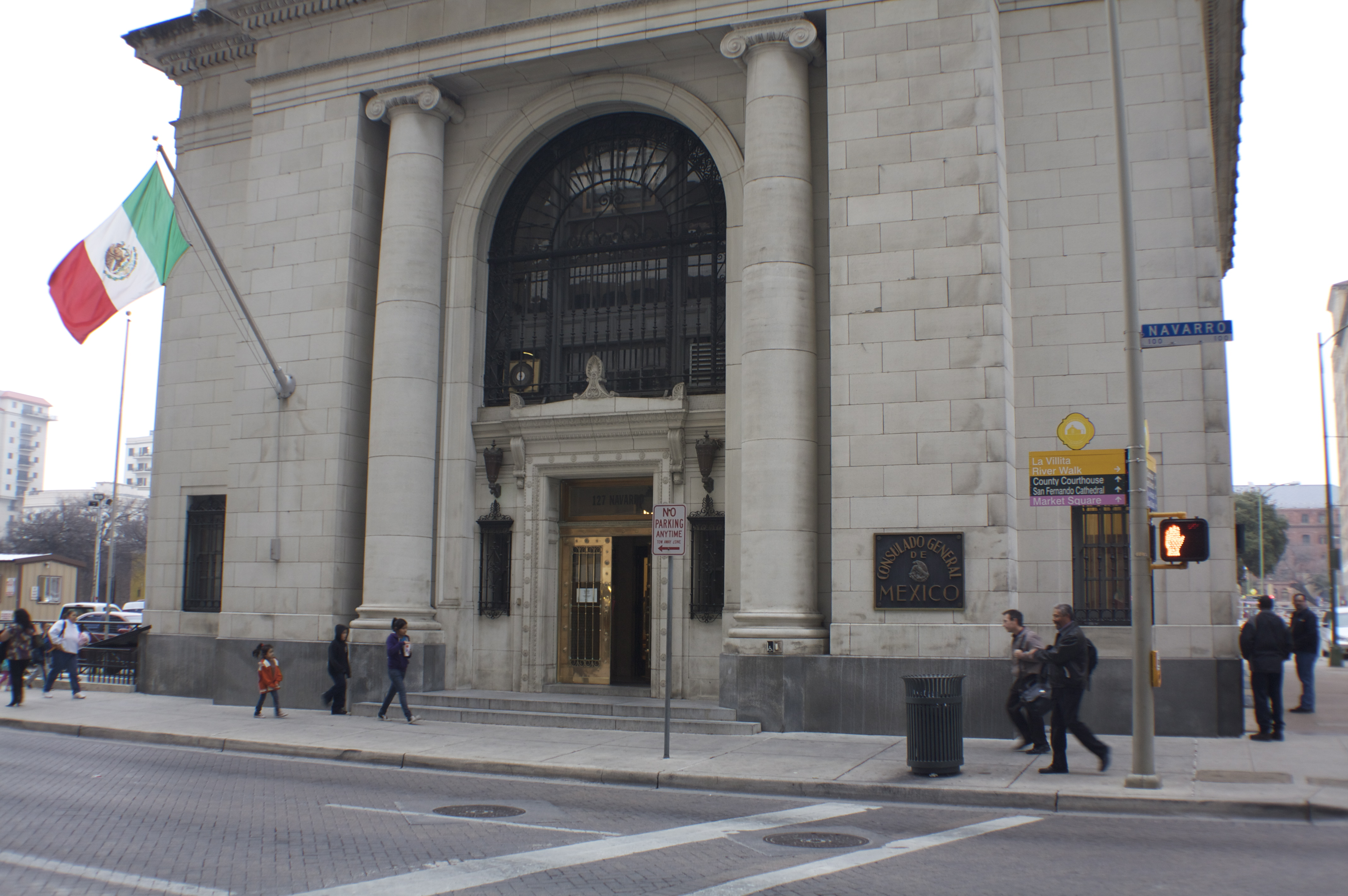
주샌안토니오 멕시코 총영사관
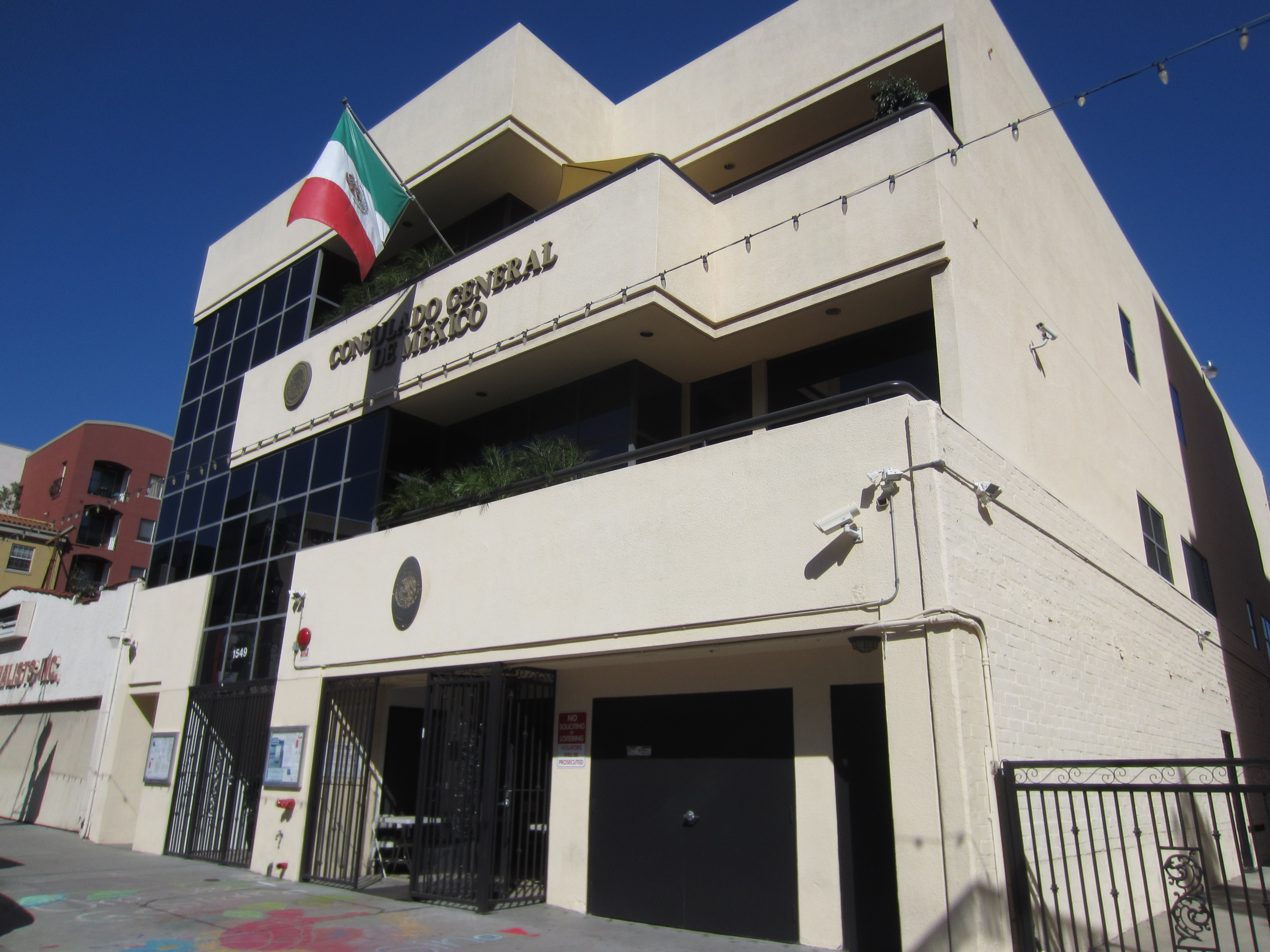
주샌디에이고 멕시코 총영사관
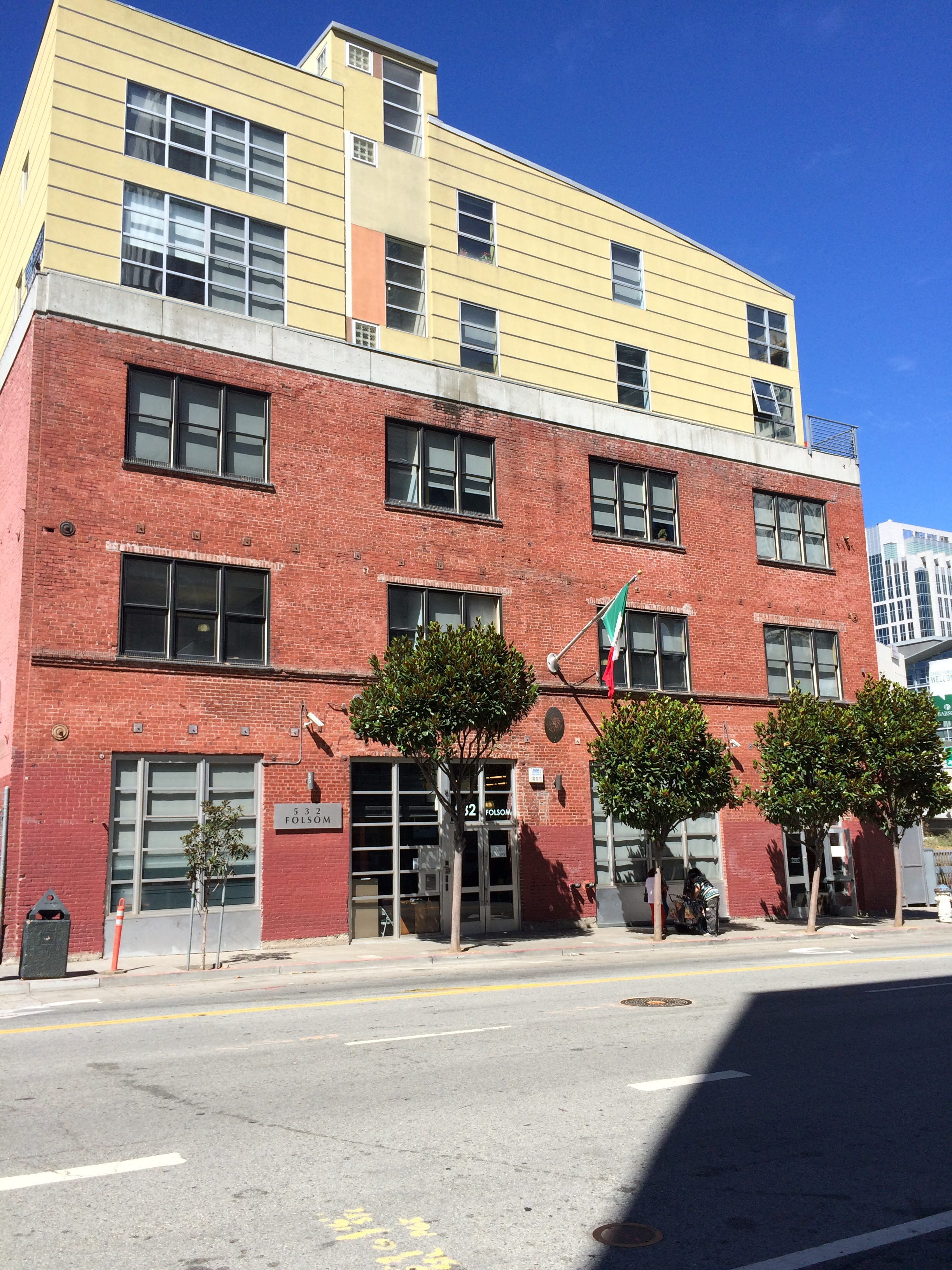
주샌프란시스코 멕시코 총영사관
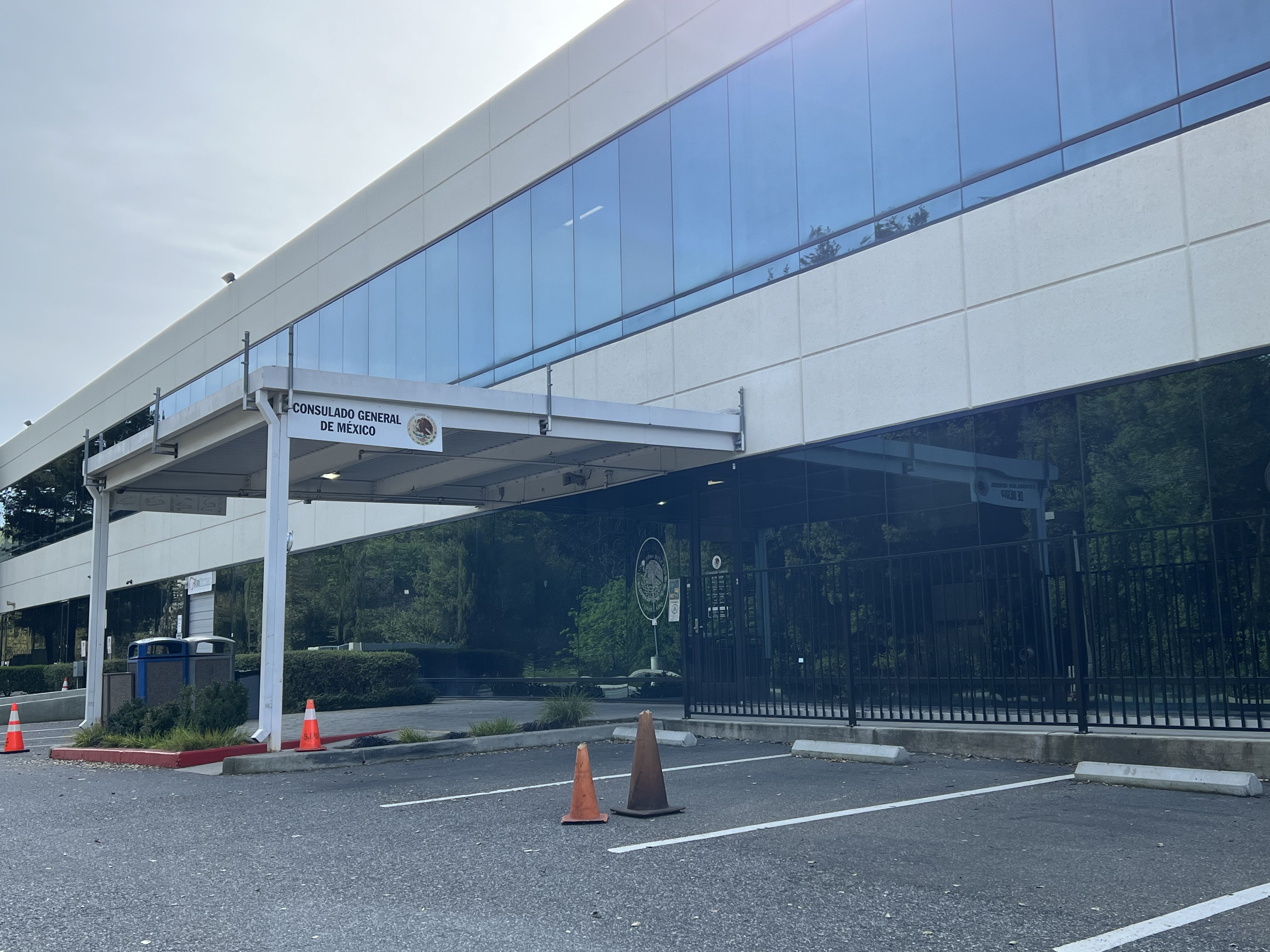
주새너제이 멕시코 총영사관
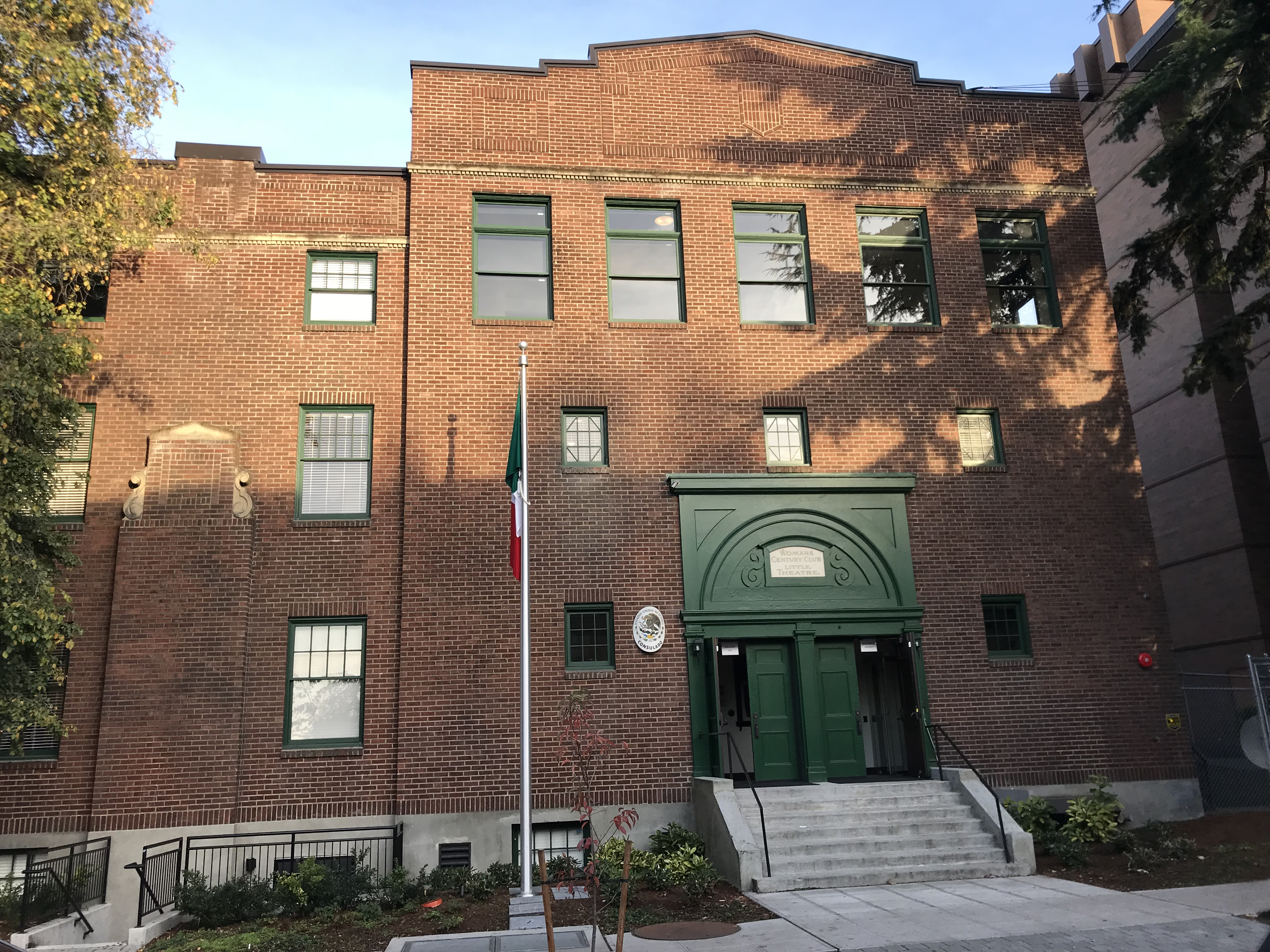
주시애틀 멕시코 영사관
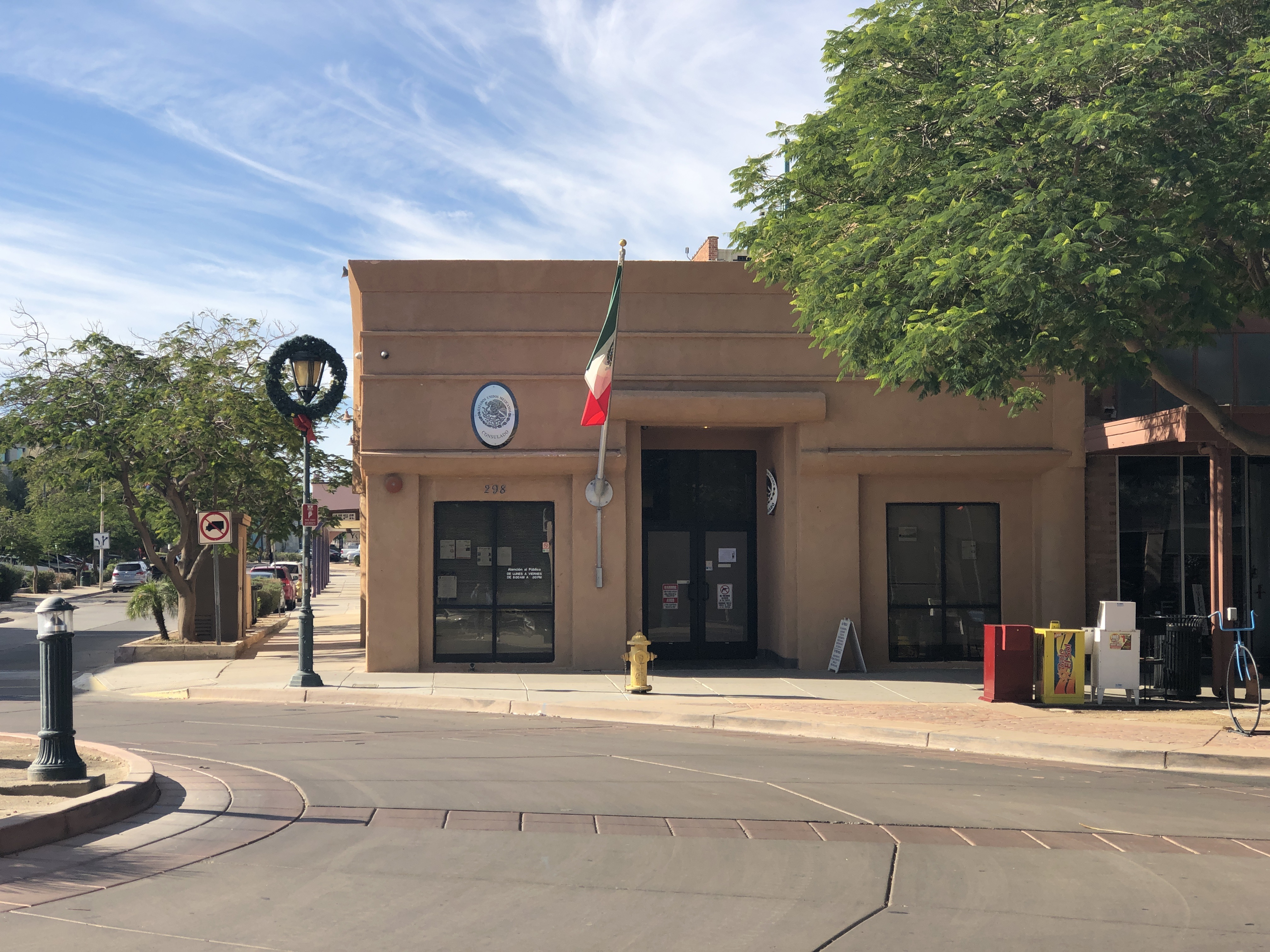
주유마 멕시코 영사관

## 특이 사항
미국에서 가장 많이 보유하고 있는 재외 공관인 것으로 보고되어 있다.

## 같이 보기
- 멕시코의 대외 관계
- 멕시코의 재외공관 목록